# Gordon Day
Gordon Day (Alexander Bay, 4 gennaio 1936) è un ex velocista sudafricano.

## Palmarès
| Anno | Manifestazione                | Sede    | Evento                | Risultato  | Prestazione | Note  |
| ---- | ----------------------------- | ------- | --------------------- | ---------- | ----------- | ----- |
| 1958 | Giochi dell'Impero Britannico | Cardiff | 220 iarde             | Bronzo     |             |       |
| 1958 | Giochi dell'Impero Britannico | Cardiff | Staffetta 4×440 iarde | Oro        | 3'08"21     |       |
| 1960 | Giochi olimpici               | Roma    | 400 metri piani       | Semifinale |             | [ 2 ] |
| 1960 | Giochi olimpici               | Roma    | Staffetta 4×400 metri | 4º         |             | [ 3 ] |